# Thorhild
Thorhild is een plaats in de Canadese provincie Alberta en telt 505 inwoners (2006).